# Nagysáp
Nagysáp es un pueblo húngaro perteneciente al distrito de Esztergom, condado de Komárom-Esztergom.

## Superficie
Cuenta con una superficie de 24,78 km².

## Demografía
Hasta 2024 la población era de 1414 habitantes, con una densidad de población de 57,06 hab/km².
| Gráfica de evolución demográfica de Nagysáp entre 2020 y 2024 |
|                                                               |
| Datos según la Oficina Central de Estadística de Hungría.     |